# Уембли (стадион)
Стадион Уембли (на английски: Wembley Stadium) е футболен стадион, разположен в лондонското предградие Уембли. Със своите 90 000 седящи места стадионът е вторият по големина в Европа след стадион Ноу Камп в Барселона, Испания и най-големият в света сред стадионите, на които всички места са покрити с козирка. Много хора го наричат с името Новия Уембли, за да го разграничат от стария стадион, намирал се на същото място и разрушен през 2003 г.
Предишният стадион Уембли (носил името Стадион на империята) е едно от най-известните футболни съоръжения в света – често е наричан дори „Домът на футбола“ (The Home of Football). На него са се провеждали редица събития от световно значение като финал на Световно първенство, финал на Европейско първенство, Летни олимпийски игри, както и рекордните шест финала за Купата на европейските шампиони.
През септември 2002 г. оригиналната структура е изцяло разрушена и започва строеж на чисто нов стадион. По предварителни планове той е трябвало да бъде официално открит през 2006 г., но финансови проблеми забавят откриването му до 2007 г. Официалното предаване на ключовете на новия стадион на неговите собственици от Футболната асоциация се състои на 9 март 2007 г.
Първият провел се на него мач е приятелската среща между младежките национални отбори на Англия и Италия, завършила 3:3 пред 55 700 зрители.

## Факти

### Структура
- Обиколката на стадиона от външната му страна е около 1 км.
- По време на най-натоверените работни дни при строителството на стадиона на обекта са работили повече от 3500 души.
- За построяването на стадиона са използвани 90 000 м3 бетон и 23 000 тона стомана.
- 4000 колони са поставени в основите на стадиона на дълбочина до 35 м.
- Над 56 км кабели са използвани при електрификацията на стадиона.
- Всеки от двата огромни видеоекрана, монтирани на стадиона, има размер, равняващ се на сбора от екранните пространства на 600 домашни телевизора.
- Стадионът разполага с 2618 тоалетни – повече от всеки друг стадион в света.[1]

### Терен
Новият терен на Уембли е разположен с 5 м по-ниско от терена на стария стадион. Размерите му са 105x68 м, т.е. той е малко по-тесен от стария терен.

### Покрив
Козирките на новия стадион тежат 7000 тона и покриват площ от 44 500 м2. От тях 16 000 м2 са подвижни и могат да се издигнат до височина от 50 м над терена. Хоризонталната и вертикалната подвижност е направена с цел регулирането на сянката, падаща върху терена в слънчев ден.